# Ereteken voor trouwe dienst
Het ereteken voor trouwe dienst, in het Duits voluit Treuedienst Ehrenzeichen was een Duitse civiele onderscheiding in het tijdperk van het nationaal socialisme in Duitsland. Deze medaille is ingesteld op 30 januari 1938 in 3 klassen (25, 40 en 50 jaar trouwe dienst). De onderscheiding werd uitgereikt aan ambtenaren, bedienden en arbeiders die 25 jaar of langer voor het rijk gewerkt hebben in civiele of publieke dienst.
Het ontwerp was van de Münchense professor Richard Klein.

## Klasse
Het ereteken werd in vier klasse toegekend:
- Bijzondere Klasse: 50 jaar trouwe dienst in goud
- 1e Klasse: 40 jaar trouwe dienst met Eikenloof
- 1e Klasse: 40 jaar trouwe dienst
- 2e Klasse: 25 jaar trouwe dienst

## Na de Tweede Wereldoorlog
Dit insigne is van een hakenkruis voorzien. Als gevolg daarvan is het verzamelen, tentoonstellen en verhandelen ervan in Duitsland aan strenge wettelijke regels onderworpen.
De geallieerde mogendheden hebben na de bezetting van Duitsland het dragen van alle Duitse orden en onderscheidingen, dus ook die uit het Duitse Keizerrijk van vóór 1918, verboden. Dat verbod is in de DDR altijd van kracht gebleven. Op 26 juli 1957 vaardigde de Bondsrepubliek Duitsland een wet uit waarin het dragen van onderscheidingen met daarop hakenkruizen of de runen van de SS werd verboden. Het dragen van dit insigne werd net als het dragen van de Orde van Verdienste van de Duitse Adelaar en het Ereteken voor de 9e november 1923, de zogenaamde "Bloedorde", streng verboden. Ook het verzamelen, tentoonstellen en afbeelden van de onderscheiding werd aan strenge regels gebonden. Een aantal onderscheidingen werd ontdaan van de hakenkruizen en soms van hakenkruis en adelaar. In deze gedenazificeerde uitvoering mochten de onderscheidingen worden gedragen. Ook met het ereteken voor trouwe dienst is dat het geval.